# ВІТ
ПАТ «ВІТ» (Український науково-дослідний, проектно-конструкторський і технологічний інститут трансформаторобудування) — провідний український науково-дослідний інститут у галузі проєктування, виготовлення, монтажу, сертифікації, атестації та обслуговування виробів електротехнічного призначення. Основна спеціалізація: науково-дослідна робота, розробка та створення унікального трансформаторного устаткування, у тому числі, вищих класів напруги до 1800 кВ.
2006 року увійшов до структури ВАТ Холдингової компанії «Электрозавод» (м. Москва).

## Історична довідка
- 1959: Рішенням Ради Міністрів СРСР від 07.08.1959 р. № 962 створений як науково-дослідний інститут.
- 1963: Наказом Державного комітету з електротехніки при Держплані СРСР від 21.10.1963 р. № 113 інституту було надано статус Всесоюзного інституту трансформаторобудування (ВІТ).
- 1969: Інститут затверджений як науково-технічний центр (НТЦ) Радянського Союзу в галузі трансформаторобудування. НТЦ проводив науково-дослідні і дослідно-конструкторські роботи та забезпечував координацію робіт 14-ти підприємств, 7-ми спеціальних конструкторських бюро.
- 1992: Наказом Мінпромполітики України № 98 від 31.07.1992 р. інститут призначено головною в Україні організацією в галузі розробки силового трансформаторного обладнання та високовольтної апаратури.
- 1995: Інститут реорганізовано у Відкрите акціонерне товариство «Український науково-дослідний, проектно-конструкторський і технологічний інститут трансформаторобудування» (ВАТ «ВІТ»).
- 2006: Організація увійшла у структуру Відкритого акціонерного товариства Холдингової компанії «Электрозавод» (м. Москва, Російська Федерація).
- 2009: Інститут отримав сертифікат на систему якості у відповідності до вимог ISO 9001:2008[1].
- 2011: Інститут перетворено у публічне акціонерне товариство (ПАТ «ВІТ»).

## Основні напрями діяльності
Основна діяльність ПАТ «ВІТ» передбачає:
1. Розробку технічної документації, виготовлення моделей і дослідних зразків, авторський нагляд за виготовленням і випробуванням різних видів трансформаторів, високовольтної апаратури, реакторів, випробувального та технологічного обладнання.
2. Власне виробництво та випробування:
- силових трансформаторів (сухих і масляних) загального призначення, для потреб електростанцій та спеціального (пічні, перетворювальні, фазорегулівні, фазозсувні, вольтододаючі, високочастотні, імпульсні, тягові, глибоководні тощо) призначення;
- електричних реакторів;
- обладнання для регулювання та перемикання напруги силових трансформаторів;
- вимірювальних трансформаторів.

3. Науково-дослідні роботи та високовольтні випробування трансформаторів, реакторів, трансформаторних виводів та навісного навісного обладнання силових трансформаторів.
4. Сертифікація, метрологічна атестація, сервісне обслуговування трансформаторного обладнання.
5. Розробка та адаптація програмно-методичного забезпечення (системи SAPR SR, SAPR TON, спеціальні програми і бази даних) проєктних досліджень, оптимізації конструктивних вирішень та основних розмірів, визначення технічних та економічних характеристик силових трансформаторів та реакторного устаткування.

## Керівники
- 1959–1962 рр. — Глінін Микола Іванович.
- 1962–1989 рр. — Воєводін Іван Дементієвич.
- 1989–1990 рр. — Виногреєв Михайло Юрієвич.
- 1990–2011 рр. — Мелешко Ігор Юрієвич.
- з 2011 р. — Паук Юрій іванович.